# 萬磁王
萬磁王（英語：Magneto）是一位出現在漫威漫畫出版物《X戰警》中的虛構人物。他最初是以反派的身分登場在《X戰警》漫畫以及電視節目和電影，雖然在漫畫中設定是反派，但他也一直是X戰警的盟友，有時甚至是成員。角色首先出現在《Uncanny X-Men》#1（1963年9月），由作家史丹·李和傑克·科比創造。
他有著控制磁場和鐵的能力。金屬成分必須含有鐵才能控制。他是猶太人大屠殺倖存者，認為變種人應該盡一切可能捍衛自身的權利；即使這象徵了統治世界也在所不惜。他試圖主宰人類，認為人類已過時，沒有資格統治全世界。此后，作家們因為想充實他自己的特徵及成因，揭示了他在漫畫的角色已從超級反派成长到反英雄，再到超級英雄。他偶尔担任 X 战警的盟友和成员，甚至还曾担任泽维尔天才少年学校的校长领导新变种人。
他的性格被比較於早期歷史的民權領袖麥爾坎·X和猶太防禦聯盟創辦人梅爾·卡漢。萬磁王不滿X教授的和平主義態度和推動一個積極的態度去實現公民權利。

## 人物
馬克斯·艾森哈特（Max Eisenhardt）出生在1920年代初期的一個猶太裔家庭中，在幼年時因為第二次世界大戰的爆發而和家人都被送進集中營裡受到殘酷的迫害，最後只有他一個人幸運逃出。
在那之後他結識一位名叫瑪格達的女子，兩人很快地墮入愛河後結婚並定居在烏克蘭。可惜好景不常，一群暴徒燒毀了馬克斯的家，憤怒的他展現出了強大的力量將暴徒們殺死並毀壞了一部分城市，當時懷著身孕、因此嚇壞了的瑪格達離開了馬克斯，之後生下一對雙胞胎。馬克斯之後受到烏克蘭政府追緝，只能選擇改名換姓為「艾瑞克·藍歇爾」（Erik Lehnsherr）後逃亡。
後來輾轉來到以色列海法的艾瑞克在一家精神病院工作時認識了查爾斯·賽維爾，也就是後來他一生的好友X教授。兩人交往甚密，但對於人類已經面臨突變的關頭該如何抉擇這點卻始終無法達成共識，於是最後兩人還是分道揚鑣。
艾瑞克之後開始利用他的能力為美國中央情報局和摩薩德工作，替他們追捕逃亡中的納粹黨份子，可是隨著國際情勢演變，艾瑞克的上級認為現在應該先吸收納粹份子為他們做事共同對抗蘇聯，於是他們犧牲了艾瑞克，雖然他最後成功逃走，可是他的戀人卻死在這次的背叛之中。
認識到變種人終究無法和人類共存的艾瑞克因此對人類徹底失望，於是他自稱「萬磁王」，並找來其他受迫害的變種人組建了「變種人兄弟會」，開始了他決定消滅人類，令變種人成為地球的新主人的奮鬥之路。

## 能力
萬磁王的能力的初級應用是磁場力並且控制金屬。他可以一次性地操縱的最大能力是未知的，他已經多次移動大的行星並且毫無壓力的讓30000吨核潛艇漂浮起来。他的能力可以擴展到原子級别（在此範圍内電磁力已經變成了化學鍵），使他能夠操縱化學結構和改造物質，儘管這是一項很費力的工作。
他可以同时操縱大量的個體，並且也可以將它們组成複雜的機器。他也在較小的程度上影響非金屬物質和非磁性物質，並且能夠讓自己和其他人漂浮。他也能夠產生强大的电磁脉冲，即EMP，也可以產生量子級别的電磁能量。他還可以通過彎曲身邊的可見光來達到隱形。
還有一種萬磁王經常使用的能力就是可以產生一個隔絕物質和能量的力場。這个力場强到足以承受若干熱核武器的打擊，因此萬磁王在力場環繞的情况下對大部分的傷害幾乎是免疫的並且也因此可以在宇宙中存活。萬磁王可以用磁力强化他自己的身體，從而增强力量和忍耐力甚至超過人類的極限，並且也可以將自己的反應時間縮短到正常人類的15分之一。在某些情况下，他能够改变身边的重力场，这也意味着他能够操纵“统一场”（统一场论参见爱因斯坦的理论，即将万有引力和电磁力统一）。他已经被证实能够产生一个虫洞从来安全地将自己和其他人进行传送。
万磁王能在近乎无限的程度上控制任何形式的磁场，该能力的运用是基于生理还是心理尚属未知。他最近展示了控制一个天神組的力量（《Uncanny X-Men》）。

## 其他媒體

### 電影
- X戰警電影系列
  - 由伊恩·麥凱倫飾演老年版的萬磁王（英语：Magneto (film character)）。
    - 《X戰警》（2000年）
    - 《X戰警2》（2003年）
    - 《X戰警：最後戰役》（2006年）
    - 《金鋼狼：武士之戰》（2013年）：片尾客串。
    - 《X戰警：未來昔日》（2014年）

  - 由麥克·法斯賓達飾演年輕版的萬磁王[5]。
    - 《X戰警：第一戰》（2011年）
    - 《X戰警：未來昔日》（2014年）
    - 《X戰警：天啟》（2016年）：為天啟四騎士的「戰爭」。
    - 《X戰警：黑鳳凰》（2019年）
- 漫威電影宇宙：由伊恩·麥凱倫回歸飾演萬磁王。
  - 《復仇者聯盟：末日之戰》（2026年）

### 動畫
- 《Q版大英雄》：由莫里斯・拉馬奇配音[6]。
- 《鋼鐵人：裝甲冒險》：由Ron Halder配音。
- 《天雷爭霸：復仇者聯盟》：由銀河萬丈配音。
- 《X戰警》
- 《X戰警 '97》

### 遊戲
- 《樂高漫威超級英雄》
- 《漫威英雄 Online》：玩家創角時可選擇萬磁王為遊戲角色，或另付費購買。
- 《X戰警》，對戰格鬥遊戲。本遊戲的最終頭目，非玩家使用的角色。
- 《美國超人》，對戰格鬥遊戲。玩家可使用的角色之一。
- 《X戰警VS快打旋風》，2對2形式對戰格鬥遊戲。玩家可使用的角色之一。
- 《美國超人VS卡普空群雄》，2對2形式對戰格鬥遊戲。玩家可使用（支援）的角色之一。
- 《美國超人VS卡普空群雄2》，3對3形式對戰格鬥遊戲。玩家可使用的角色之一。
- 《漫威：未來之戰》：手機遊戲，萬磁王是玩家可使用角色之一。
- 《漫威超級戰爭》
- 《漫威：未來革命》
- 《漫威爭鋒》：由詹姆斯·阿諾德·泰勒（英语：James Arnold Taylor）配音。

## 外部連結
- Magneto （页面存档备份，存于） at the Marvel Universe
- 漫画书数据库：Magneto
- Magneto （页面存档备份，存于） at the Marvel Database